# Coltrane (album 1962)
| Recensione                          | Giudizio |
| ----------------------------------- | -------- |
| Down Beat                           | [ 1 ]    |
| The Penguin Guide to Jazz           | [ 2 ]    |
| The Rolling Stone Jazz Record Guide | [ 3 ]    |

Coltrane è il decimo album di John Coltrane, pubblicato nel 1962.

## Descrizione
La maggior parte delle canzoni presenti sul disco ebbe origine nel periodo di poco antecedente alla collaborazione di Coltrane con Duke Ellington per l'album Duke Ellington & John Coltrane, e la registrazione di Ballads, nel quale Coltrane registrò esclusivamente standard a bassa e media velocità. Questa particolare attenzione verso gli standard è presente anche in quest'album. Tra aprile e giugno John Coltrane effettuò tre sessioni in studio di registrazione con il suo quartetto avendo pronti solo due brani, Big Nick (dedicato da Coltrane al sassofonista Big Nick Nicholas), che però non finì sulla versione definitiva dell'album, e Up 'Gainst The Wall, che sarà pubblicato successivamente sull'LP Impressions nel 1963. Tra il materiale inciso per l'album tra giugno, agosto e settembre '62, la traccia più importante è Out of This World della durata di 14 minuti, composta da Harold Arlen e Johnny Mercer, che Coltrane terrà in repertorio a lungo (vedi Live in Seattle del 1965). Spinto dalla sezione ritmica, Coltrane suona un lungo estatico assolo, tenendo però sempre in evidenza il tema del brano. Segue poi la armonicamente sofisticata ballata Soul Eyes del pianista Mal Waldron, che aveva lavorato con Coltrane all'epoca della sua permanenza alla Prestige Records. La composizione di Frank Loesser del 1952, The Inch Worm, scritta per la colonna sonora del film Il favoloso Andersen sulla vita di Hans Christian Andersen, secondo i critici jazz Richard Cook e Brian Morton è una delle canzoni più irritanti del disco, Coltrane usa qui il sassofono soprano. Sono presenti inoltre il lento blues Tunji, dedicato ai paesi dell'Africa e al batterista Babatunde Olatunji, amico di Coltrane, e Miles Mode, brano che fin dal titolo è uno scherzoso omaggio a Miles Davis e al suo modo di suonare, che mostra un Coltrane insolitamente estroverso e gioioso.

## Tracce
1. Out of This World (Johnny Mercer è l'autore del testo, ma questa registrazione è solo strumentale) – 14:01 (Harold Arlen)
2. Soul Eyes – 5:23 (Mal Waldron)
3. The Inch Worm – 6:15 (Frank Loesser)
4. Tunji – 6:32 (John Coltrane)
5. Miles' Mode – 7:30 (Coltrane)

Bonus Track CD
1. Big Nick – 4:04 (Coltrane)
2. Up 'Gainst The Wall – 3:13 (Coltrane)

### Ristampa 2002
Disco 1
1. Out of This World – 14:04 (Harold Arlen, Johnny Mercer)
2. Soul Eyes – 5:25 (Mal Waldron)
3. The Inch Worm – 6:14 (Frank Loesser)
4. Tunji – 6:32 (John Coltrane)
5. Miles' Mode – 7:31 (Coltrane)

Disco 2
1. Not Yet – 6:13 (McCoy Tyner)
2. Miles' Mode – 7:08
3. Tunji – 10:41
4. Tunji – 7:55
5. Tunji – 7:16
6. Tunji – 7:48
7. Impressions – 6:32 (Coltrane)
8. Impressions – 4:33
9. Big Nick – 4:28 (Coltrane)
10. Up 'Gainst the Wall – 3:15 (Coltrane)

## Formazione
Registrato l'11 agosto, il 19, 20, 29 giugno, e il 18 settembre 1962.
- John Coltrane — sassofono tenore/sassofono soprano
- McCoy Tyner — pianoforte
- Jimmy Garrison — contrabbasso
- Elvin Jones — batteria